# Queer (film)
Queer è un film del 2024 diretto e co-prodotto da Luca Guadagnino.
La pellicola è l'adattamento cinematografico del romanzo Checca di William S. Burroughs.

## Trama

### Capitolo Uno: Ti piace il Messico?
Anni '50. William "Bill" Lee è un cittadino statunitense emigrato a Città del Messico a causa della sua forte dipendenza da droghe, che lo rende un criminale in patria. Lee, omosessuale, trascorre una vita indolente, rimorchiando giovani uomini per avere con loro rapporti occasionali. Un giorno Lee incontra per caso Eugene Allerton, un giovane marine anche lui espatriato, e rimane folgorato dalla sua enigmatica bellezza; dopo averlo inseguito a lungo, riesce ad avvicinarlo e a guadagnarsi la sua amicizia. La loro relazione si intensifica presto, e i due hanno regolari rapporti sessuali; tuttavia Allerton rifiuta di ammettere la propria omosessualità e mantiene una fredda distanza emotiva da Lee, il quale soffre nel vederlo accompagnarsi ad altri uomini e donne, ma nondimeno continua a frequentarlo.

### Capitolo Due: Il viaggio
Alcuni mesi dopo, Lee decide di partire per l'Ecuador alla ricerca di una droga misteriosa, lo yagé, che sarebbe in grado di conferire a chi la consuma doti di telepatia; l'uomo chiede ad Allerton di accompagnarlo: il ragazzo, dapprima riluttante, inaspettatamente accetta. Durante il viaggio, Lee viene colto da una violenta dissenteria dovuta a una crisi di astinenza da droghe; pur insofferente, Allerton gli rimane vicino e si rivela l'unico in grado di calmare i suoi attacchi di brividi. Una volta ripresosi, Lee consuma per la prima volta un rapporto anale da attivo con Allerton; tuttavia, dopo essersi concesso, il giovane sembra allontanarsi ancora di più da lui.

### Capitolo Tre: La giungla
Lee viene a sapere che nella giungla che circonda Quito vivrebbe la dottoressa Cotter, massima esperta dello yagé. Dopo un viaggio avventuroso, i due riescono a rintracciarla: la donna è dapprima molto fredda nei confronti di Lee, poiché intuisce la sua dipendenza e crede che egli desideri lo yagé solo per provare una droga sconosciuta; in seguito comprende che la sua vera ambizione sia farsi strada nella mente impenetrabile di Allerton, e acconsente che entrambi la provino. Dopo aver assunto lo yagé, i due sperimentano una serie di allucinazioni in cui dapprima vomitano i loro cuori, poi si fondono l'uno all'altro. Durante una di queste visioni, Allerton confessa a Lee di non essere omosessuale, ma "disincarnato". Passato l'effetto della droga, Allerton diventa ancora più distaccato nei confronti di Lee; la dottoressa Cotter chiede loro di rimanere ancora per esplorare ulteriormente le possibilità dello yagé, ma Allerton, scosso dall'esperienza, rifiuta. Durante il viaggio di ritorno, i due uomini si separano.

### Epilogo
Due anni dopo, Lee torna a Città del Messico dopo una lunga assenza. Quando chiede al suo amico Joe notizie di Allerton, questi gli dice che il ragazzo è partito mesi prima per il Sud America assieme a un colonnello americano, e non se ne hanno più notizie da allora; Lee sembra rassegnarsi ad averlo perso per sempre, ma in uno dei suoi sogni allucinati, ricco di simbolismi e allegorie, rivede il ragazzo nella camera di uno squallido hotel dove, prima di conoscerlo, lui portava le sue conquiste sessuali. Il ragazzo si mette un bicchiere di cognac in equilibrio sulla testa e lo invita a sparargli, ma anziché centrare il bersaglio, Lee colpisce il giovane in piena fronte, uccidendolo. In seguito Lee, divenuto molto vecchio, si trova da solo su un letto in preda al tremore; un Allerton ancora giovane lo abbraccia e calma la sua crisi, come molti anni prima.

## Produzione
Guadagnino voleva realizzare un film basato sul romanzo sin dagli inizi della sua carriera come regista, è tornato a lavorare sul progetto dopo aver lavorato a Chiamami col tuo nome (2017), dichiarando di avere problemi con i diritti cinematografici.
Nel dicembre 2022 Deadline Hollywood ha annunciato che Guadagnino era al lavoro su un nuovo progetto cinematografico basato sul romanzo degli anni '50 Checca, dello scrittore e saggista statunitense William S. Burroughs e pubblicato nel 1985. La sceneggiatura è stata scritta da Justin Kuritzkes. Il film è stato prodotto dallo stesso regista con Lorenzo Mieli e Zachary Fox per le case di produzione Frenesy Film Company, The Apartment Pictures e Fremantle North America.
Le riprese si sono svolte a Cinecittà tra il 29 aprile e il 29 giugno 2023.

## Promozione
Una prima clip del film è stata diffusa il 3 settembre 2024, mentre il primo trailer è stato pubblicato il 29 ottobre seguente.

## Distribuzione

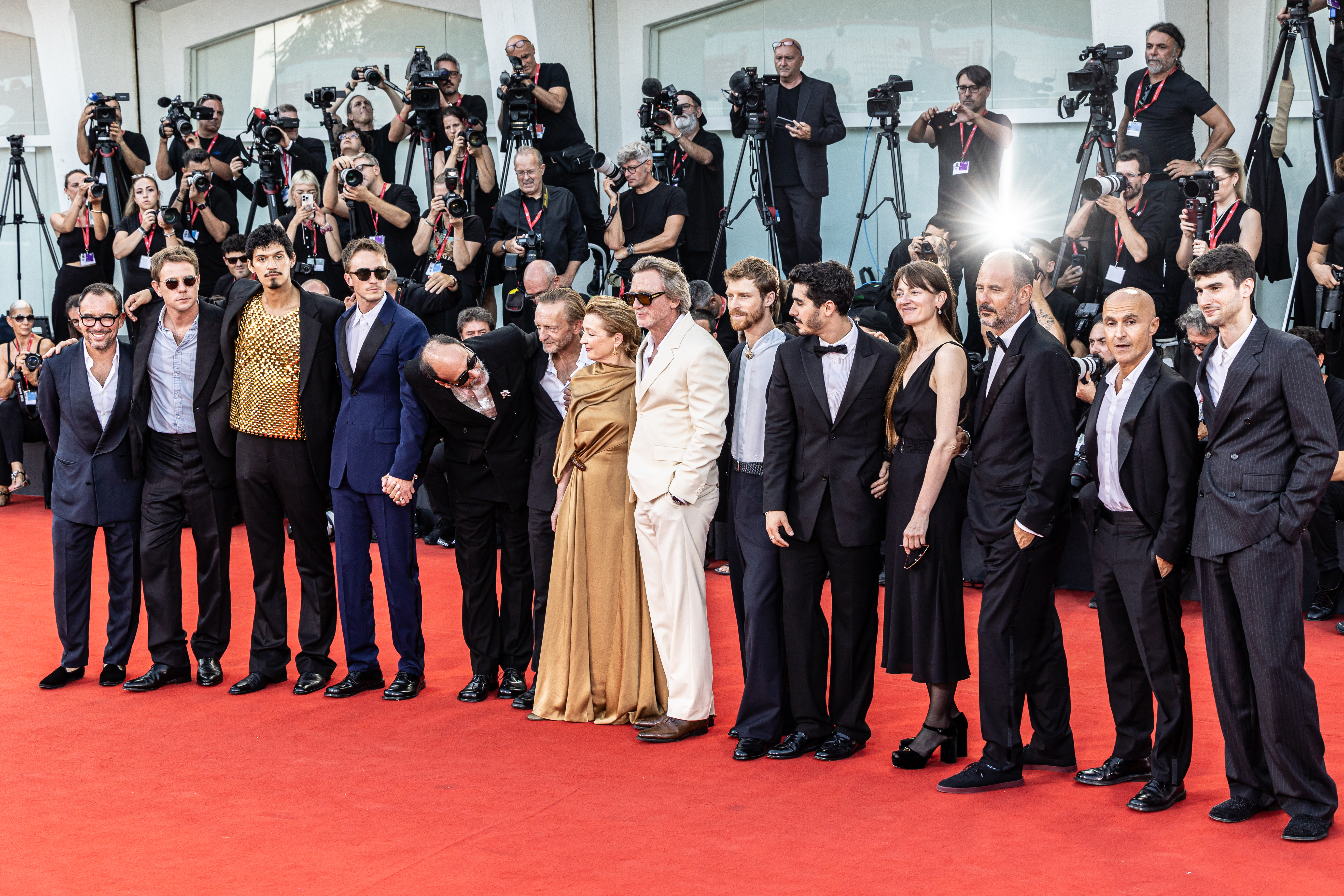
Il cast del film alla 81ª Mostra internazionale d'arte cinematografica di Venezia

Il film è stato presentato in anteprima mondiale il 3 settembre 2024, in concorso alla 81ª Mostra internazionale d'arte cinematografica di Venezia e poi proiettato nel corso del Toronto International Film Festival e del New York Film Festival. È stato distribuito nelle sale italiane da Lucky Red dal 17 aprile 2025.

## Accoglienza

### Incassi
Il film ha incassato globalmente poco più di 7 milioni di dollari. In Italia ha incassato 1207167 €.

### Critica
Sull'aggregatore di recensioni Rotten Tomatoes ha un indice di gradimento del 77% basato su 239 recensioni, su Metacritic il voto medio di 50 critici è di 72 su 100.
Per Pietro Masciullo, su Sentieri Selvaggi, Queer è «Il film più stratificato e personale di Guadagnino. Magnifico adattamento di un romanzo di culto (Burroughs) e riflessione critica sulla fuga dalle immagini nel XXI secolo»; molto positivo anche Emanuele Antolini su CineFacts che parla del film come di «un viaggio lisergico nell'ossessione per il desiderio».
La rivista online tedesca programmkino.de scrive: «Narrazione abile e senza compromessi, messa in scena rigorosa e intelligente e recitazione di grande intensità. Un altro Guadagnino con qualità di instant classic».

## Riconoscimenti
- 2025 – Golden Globe[28]
  - Candidatura al miglior attore in un film drammatico a Daniel Craig
- 2024 – Mostra internazionale d'arte cinematografica di Venezia
  - Candidatura al Leone d'oro
  - Candidatura al Queer Lion[29]